# Pastvina u Zahorčic
Pastvina u Zahorčic este o arie protejată (arie specială de conservare — SAC, sit de importanță comunitară — SCI) din Republica Cehă întinsă pe o suprafață de 1,58 ha, integral pe uscat.

## Localizare
Centrul sitului Pastvina u Zahorčic este situat la coordonatele 49°29′02″N 13°46′57″E / 49.483889°N 13.7825°E.

## Înființare
Situl Pastvina u Zahorčic a fost declarat sit de importanță comunitară în noiembrie 2009 pentru a proteja un număr necunoscut de specii din flora spontană și fauna sălbatică aflate în arealul zonei. Situl a fost protejat și ca arie specială de conservare în iulie 2012.

## Biodiversitate
Situată în ecoregiunea continentală, aria protejată conține 1 habitat natural: Pajiști cu Molinia pe soluri calcaroase, turboase sau argilos-nămoloase (Molinion caeruleae).
La baza desemnării sitului se află un număr nedeclarat de specii protejate.